# Giovanni Battista Schellino
Giovanni Battista Schellino (Dogliani, 10 maggio 1818 – Dogliani, 9 giugno 1905) è stato un architetto italiano.

## Biografia
Giovanni Battista Schellino nacque a Dogliani in borgata La Spina il 10 gennaio 1818.
Lavorò a Mondovì presso lo studio dell'architetto Gorresio dal 1843. Ottenne l'abilitazione alla professione di misuratore [geometra] presso la Facoltà di Scienze e Lettere dell'Università degli Studi di Torino il 1º giugno 1841.
Tornato a Dogliani oltre ai lavori propri del geometra, eseguì costruzioni molto importanti che caratterizzarono il paese e gli meritarono l'appellativo di "architetto".

## Opere
La gran mole di lavoro che riuscì a svolgere può essere spiegata dall'orario di ufficio che il buono Schellino esercitava: "(...) nella buona stagione dalle cinque alle dodici antimeridiane, dalle due alle dodici pomeridiane; d'inverno anziché alle cinque, incominciava il lavoro alle sette e mezzo - otto senza nulla variare nella restante giornata. Religioso e praticante per i principi ricevuti in famiglia, ma anche per convinzione fattasi da sé, non si faceva scrupolo di lavorare anche nel pomeriggio della domenica; ma quelle ore dedicava esclusivamente ai lavori ed ai progetti inerenti alle Chiese (...)".

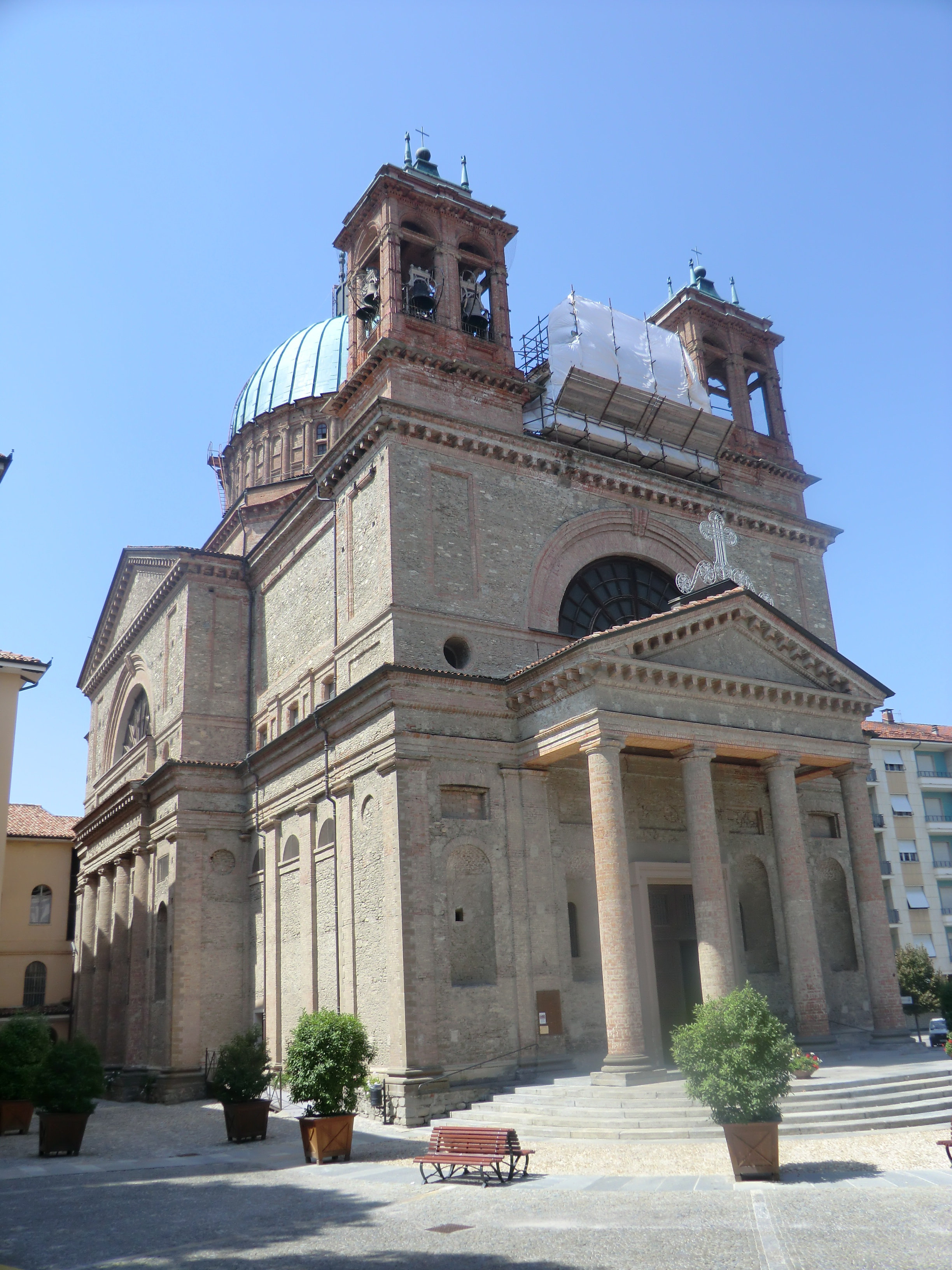
Dogliani: Chiesa Parrocchiale SS. Quirico e Paolo

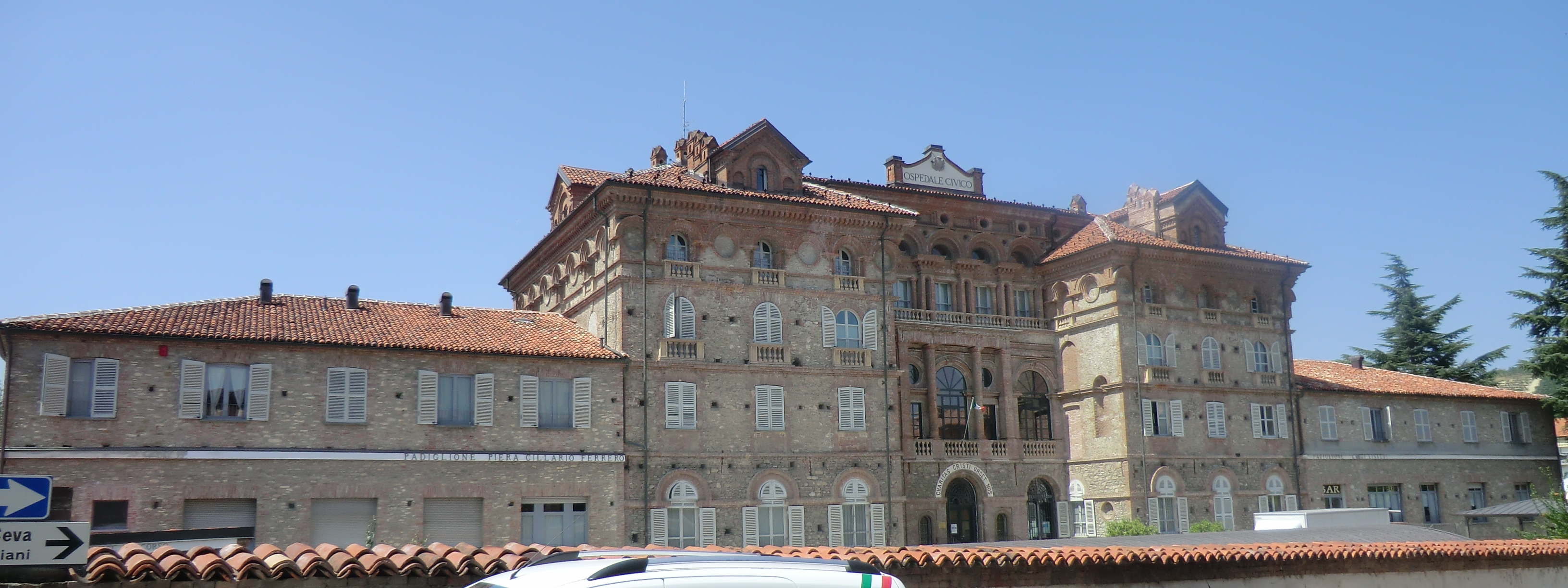
Dogliani: Ospedale

### Opere nel paese di Dogliani
- Progetto di Macello Comunale, 1850-1855
- Restauri del Santuario della Madonna di San Quirico, 1852
- Altare del Comune in San Lorenzo, 1854-1855
- Casa Schellino in frazione La Spina, 1855
- Ingresso monumentale al Cimitero, 1855-1867
- Chiesa parrocchiale Santi Quirico e Paolo, 1859-1870
- Casa e filanda in frazione San Quirico, 1860
- Coronamento della torre civica in Castello, 1862
- Torre del Cessi, 1862-1864
- Cappella dell'Immacolata in Castello, 1870-1880
- Piloni delle stazioni del Rosario, 1872
- Campanili e cupolino del Santuario della Madonna delle Grazie, 1873-1874
- Viadotto di Sant'Eleuterio, 1874
- Ospedale, 1878-1888
- Casa in frazione San Rocco, 1881
- Campanile e progetti vari per San Lorenzo in Castello, 1881
- Ritiro Sacra Famiglia, 1883
- Progetto per il raccordo ferroviario-tranvia Dogliani - Monchiero, 1884

### Altre opere
- Casa parrocchiale, Murazzano, 1850-53
- Campanile e ampliamento della chiesa parrocchiale di Bonvicino, 1862-63
- Chiesa parrocchiale di Niella Belbo, 1864
- Progetto di caserma per il Comune di Carrù, 1863
- Chiesa parrocchiale di Cerretto Langhe, 1864
- Chiesa parrocchiale di Vicoforte, 1872
- Cappella delle Stazioni del Rosario, 1873
- Cappella dell'Assunta
- Belvedere Langhe
- Chiesa parrocchiale di Cortemilia, 1878-85
- Castello di Novello, 1880
- Chiesa parrocchiale di San Giovanni, Bra, 1884-85
- Progetto della chiesa parrocchiale di Castiglione Falletto, 1855-88
- Chiesa parrocchiale di Battifollo, 1886
- Chiesa parrocchiale di Belvedere Langhe, 1887-1903
- Cappella di Santa Margherita, Belvedere Langhe
- Cappella di San Grato, Villanova Mondovì, 1897